# 稚内市議会
稚内市議会（わっかないしぎかい）は、北海道稚内市に設置されている地方議会である。

## 概要

### 任期
4年

### 定数
18人

### 所在地
北海道稚内市中央3丁目13番15号
稚内市役所本庁舎5階

### 委員会
- 議会運営委員会

#### 常任委員会
- 総務経済常任委員会
- 民生文教常任委員会

#### 特別委員会
- 決算特別委員会

### 定例会
- 年4回実施[2]
  - 3月
  - 6月
  - 9月
  - 12月

### 事務局
- 議会事務局
  - 庶務課

## 会派
| 会派名     | 議席数 | 所属党派           | 議員名（◎は代表者）                                               | 女性議員数 | 女性議員の比率（％） |
| ---------- | ------ | ------------------ | ----------------------------------------------------------------- | ---------- | -------------------- |
| 市民クラブ | 7      |                    | ◎吉田大輔 中村公博 川崎真哉 伊藤正志 横澤輝樹 吉田孝史 田端かがり | 1          | 14.29                |
| 自民政友会 | 3      | 自由民主党系無所属 | ◎岡本雄輔 栃木潤子 森敬四郎                                       | 1          | 33.33                |
| 志政会     | 3      | 参政党1            | ◎千葉一幸 相内玲子 平尾護                                         | 1          | 33.33                |
| 公明党     | 2      | 公明党             | ◎鈴木利行 近藤文恵                                                | 1          | 50                   |
| 日本共産党 | 2      | 日本共産党         | ◎佐藤由加里 安藤秀明                                              | 1          | 50                   |
| 無所属     | 1      | （議長・公明党）   | 鈴木茂行                                                          | 0          | 0                    |
| 計         | 18     |                    |                                                                   | 5          | 27.77                |

## 議員報酬等
| 役職   | 議員報酬        | 政務活動費 |
| ------ | --------------- | ---------- |
| 議長   | 月額 42万9000円 | 月額 3万円 |
| 副議長 | 月額 38万9000円 | 月額 3万円 |
| 議員   | 月額 35万5000円 | 月額 3万円 |

- 別途、年2回期末手当あり
- 政務活動費の残金は市に返還する義務がある
- 議員年金は2011年（平成23年）6月1日で廃止されている

## 不祥事

### 政務調査費不正事件
2007年（平成19年） 政務調査費をめぐる不正事件が発生。2008年、稚内市住民ら原告は監査結果の無効確認、政務調査費交付条例等関連法令の修正、不当利得を得た議員に対する市長の返還代位請求などを争点に、市長らを被告として、行政訴訟事件（平成20年（行ウ）第8号政務調査費等の返還代位請求事件）を提起。2009年10月20日に言い渡された旭川地裁判決で、不当利得を得た議員への返還代位請求が認定された。

## 定数の推移
「稚内市議会の議員の定数を定める条例」によって定数が決められている。
- 2007年（平成19年）4月22日選挙 - 24人→22人
- 2011年（平成23年）4月24日選挙 - 22人→20人
- 2015年（平成27年）4月26日選挙 - 20人→18人

## 議会出身者
- 敦賀一夫（3代目稚内市長）